# Ross Jenkins
Ne doit pas être confondu avec Ross Jenkins (football, 1951).
Ross Aden Jenkins, né le 9 novembre 1990 à Watford, est un footballeur anglais qui évolue au poste de milieu de terrain reconverti entraîneur.

## Biographie
Le 21 septembre 2012, Jenkins est prêté pour un mois à Plymouth (D4 anglaise). Il est prêté durant le mois de mars 2013 à Barnet.
Le 17 septembre, aprè plus d'une année sans jouer, il rejoint Crawley Town.
Le 12 février 2018, il rejoint Hamilton Academical.

## Statistiques
| Saison    | Club            | Pays                | Championnat       | Coupes nationales |
| --------- | --------------- | ------------------- | ----------------- | ----------------- |
| 2008-2009 | Watford         | Championship        | 29 matchs / 1 but | 8 matchs          |
| 2009-2010 | Watford         | Championship        | 24 matchs         | 2 matchs          |
| 2010-2011 | Watford         | Championship        | 19 matchs / 1 but | 3 matchs          |
| 2011-2012 | Watford         | Championship        | 9 matchs          | -                 |
| 2012-2013 | Watford         | Championship        | -                 | 1 match           |
| 2012-2013 | Plymouth Argyle | Football League Two | 2 matchs / 1 but  | -                 |

Dernière mise à jour le 4 octobre 2012